# Román de Bulgaria
Román (en búlgaro: Ро̀ман) fue zar (emperador) de Bulgaria de 977 a 997 (en cautiverio bizantino desde 991).

## Reinado
Román fue el segundo hijo del zar Pedro I de Bulgaria por su matrimonio con María (rebautizada Irene) Lecapena, la nieta del emperador bizantino Romano I Lecapeno. Es posible que tuviera dos nombres Román Simeón, pero esto puede ser debido a la confusión con otro hombre en las fuentes. Nació alrededor de 930, y habría visitado Constantinopla, probablemente con su madre y hermanos mayores poco después de 931.
No se sabe nada de la vida de Román hasta 968, cuando se unió a su hermano mayor, Boris en Constantinopla para negociar un acuerdo de paz entre Bulgaria y Bizancio, durante el cual al parecer sirvieron como rehenes en la corte bizantina. Tras la abdicación de su padre en 969, Boris y Román regresaron a Bulgaria, donde Boris II sucedió como emperador. Román pudo haber sido proclamado coemperador de acuerdo con el uso bizantino, pero la evidencia es vaga.
En Bulgaria, Román, probablemente para compartir el destino de su hermano, se convirtió en el primer peón en manos del príncipe Sviatoslav I de Kiev y luego en las del emperador bizantino Juan I Tzimisces. Después de la victoria de este último en 971, Román fue llevado a Constantinopla, junto con la familia de su hermano. Para asegurarse de que la dinastía de los búlgaros se extinguiera (Boris II aparentemente tenía sólo hijas), el emperador bizantino hizo castrar a Román. Boris y Román permanecieron en cautiverio en el palacio imperial hasta después de la muerte del emperador en el año 976.
En este punto, las incursiones de los Cometopulos en las posesiones bizantinas en Macedonia dieron lugar a una estratagema bizantina destinada a dividir el liderazgo de las tierras búlgaras no ocupadas en el oeste. Temporalmente encarcelados, a Boris y Román se les permitió escapar en 977. Durante su intento de cruzar la frontera con Bulgaria, Boris II fue tomado por un enemigo y muerto por un guardia. Román logró identificar a las patrullas búlgaras, y fue debidamente reconocido por los búlgaros como emperador, si bien, como un eunuco que no era elegible para el trono.
Aunque Román fue reconocido como el gobernante oficial de Bulgaria, la mayoría de los asuntos militares quedaron en manos de Samuel, que era el hermano menor de la dinastía de los Cometopulos y Román se dedicó a las obras de la iglesia al igual que su padre Pedro al final de su vida. Durante una de sus invasiones de Bulgaria, el emperador bizantino Basilio II logró capturar a Román en 991. Román permaneció en cautiverio bizantino hasta su muerte en 997, y fue sólo entonces cuando Samuel tomó el título imperial búlgaro. Parecida, por lo menos, es la secuencia de los hechos registrados por el historiador digno de confianza Yahya de Antioquia.
Según el testimonio posterior del cronista bizantino Juan Escilitzes, en 1004 Skopie fue rendida a Basilio II por su gobernador Román Simeón, que pudo haber sido confundido con el emperador Román en el texto. Román Simeón recibió el título de patricio y fue nombrado gobernador militar o estratego del thema de Abidos.